# Kumbaya
Kumbaya eller Kumbayah (gullah, "Come By Here" — "Kum ba yah"), Roud 11924, är en afro-amerikansk spiritual först nedtecknad under 1920-talet, som i dag bland annat sjungs inom scouting och som hejaramsa.
Ursprunget till sången är omtvistat, men texten är på gullah, eller geechee, som talas bland gullah-folket, en afro-amerikansk folkgrupp som lever i North Carolina, South Carolina, Georgia och nordöstra Florida.
Gullah-språket är ett kreolspråk som baseras på engelska med starka influenser från väst- och centralafrikanska språk, som mandinka, wolof, bambara, fula, mende, vai, akan, ewe, yoruba, igbo, hausa, kongo, umbundu och kimbundu.
Titeln på låten används ofta sarkastiskt i engelsktalande länder, antingen för att göra narr av andlighet och mellanmänskliga relationer eller för att kritisera deras ytlighet.

## Texten
Det förekommer fyra vanliga versioner av sången.
| Version Nr. 1 | Version Nr. 2 | Version Nr. 3 | Version ro. 4 |
| --- | --- | --- | --- |
| Kum bay ya, my Lord, kum bay ya; Kum bay ya, my Lord, kum bay ya; Kum bay ya, my Lord, kum bay ya, O Lord, kum bay ya.                         | Kum bay ya, my Lord, kum bay ya; Kum bay ya, my Lord, kum bay ya; Kum bay ya, my Lord, kum bay ya, O Lord, kum bay ya.                | Someone need you, Lord, come by here Someone need you, Lord, come by here Oh, Lord, come by here.                                                                   | For the sun, that rises in the sky For the rythm of the falling rain For all life, great or small For all that's true, for all you do.        |
| Someone's laughing, my Lord, kum bay ya; Someone's laughing, my Lord, kum bay ya; Someone's laughing, my Lord, kum bay ya, O Lord, kum bay ya. | Hear me crying, my Lord, kum bay ya; Hear me crying, my Lord, kum bay ya; Hear me crying, my Lord, kum bay ya, O Lord, kum bay ya.    | Now I need you, Lord, come by here Sinners need you, Lord, come by here Oh, Lord, come by here.                                                                     | Kum bay ya, my Lord, kum bay ya; Kum bay ya, my Lord, kum bay ya; Kum bay ya, my Lord, kum bay ya, O Lord, kum bay ya.                        |
| Someone's crying, my Lord, kum bay ya; Someone's crying, my Lord, kum bay ya; Someone's crying, my Lord, kum bay ya, O Lord, kum bay ya.       | Hear me singing, my Lord, kum bay ya; Hear me singing, my Lord, kum bay ya; Hear me singing, my Lord, kum bay ya, O Lord, kum bay ya. | Come by here, my Lord, come by here, Come by here, my Lord, come by here, Oh, Lord, come by here.                                                                   | Kum bay ya, my Lord, kum bay ya; Kum bay ya, my Lord, kum bay ya; Kum bay ya, my Lord, kum bay ya, O Lord, kum bay ya.                        |
| Someone's praying, my Lord, kum bay ya; Someone's praying, my Lord, kum bay ya; Someone's praying, my Lord, kum bay ya, O Lord, kum bay ya.    | Hear me praying, my Lord, kum bay ya; Hear me praying, my Lord, kum bay ya; Hear me praying, my Lord, kum bay ya, O Lord, kum bay ya. | In the mornin' see, Lord, come by here, In the mornin' see, Lord, come by here, Oh, Lord, come by here.                                                             | For the second on this world you made, For the love that will never fade, For a heart beating with joy, For all that's real, for all we feel. |
| Someone's singing, my Lord, kum bay ya; Someone's singing, my Lord, kum bay ya; Someone's singing, my Lord, kum bay ya, O Lord, kum bay ya.    | Oh, I need you, my Lord, kum bay ya; Oh, I need you, my Lord, kum bay ya; Oh, I need you, my Lord, kum bay ya, O Lord, kum bay ya.    | I gon' need you, Lord, come by here, I gon' need you, Lord, come by here, Oh, Lord, come by here.                                                                   | Kum bay ya, my Lord, kum bay ya; Kum bay ya, my Lord, kum bay ya; Kum bay ya, my Lord, kum bay ya, O Lord, kum bay ya.                        |
| | | Oh, Sinners need you, Lord, come by here, Sinners need you, Lord, come by here, Oh my Lord, won't you come by here.                                                 | Kum bay ya, my Lord, kum bay ya; Kum bay ya, my Lord, kum bay ya; Kum bay ya, my Lord, kum bay ya, O Lord, kum bay ya.                        |
| ("Se den här versionen! "På YouTube), på både engelska och farsi.                                                                              | ("En utskriftsvänlig version! "En PDF-fil") På engelska.                                                                              | In the morning - morning, won't you come by here Mornin' - morning, won't you come by here In the Mornin' - morning, won't you come by here Oh, Lord, come by here. | ("Se den här versionen! "På YouTube"). |